# ريتا كوسبي
ريتا كوسبي (بالإنجليزية: Rita Cosby)‏ هي كاتِبة وصحفية ومقدمة تلفزيونية أمريكية، ولدت في 18 نوفمبر 1964 في بروكلين في الولايات المتحدة.

## وصلات خارجية
- ريتا كوسبي على موقع IMDb (الإنجليزية)
- ريتا كوسبي على موقع إن إن دي بي (الإنجليزية)
- ريتا كوسبي على موقع قاعدة بيانات الفيلم (الإنجليزية)